# Wieseth
Wieseth – miejscowość i gmina w Niemczech, w kraju związkowym Bawaria, w rejencji Środkowa Frankonia, w regionie Westmittelfranken, w powiecie Ansbach, wchodzi w skład wspólnoty administracyjnej Dentlein am Forst. Leży około 10 km na północny zachód od Ansbachu, nad rzeką Wieseth.

## Dzielnice
W skład gminy wchodzą następujące dzielnice: Ammonschönbronn, Deffersdorf, Forndorf, Häuslingen, Höfstetten, Lölldorf, Mittelschönbronn, Untermosbach, Zimmersdorf und Zirndorf außerdem noch: Beckenmühle, Urbansmühle, Pflattermühle, Steigmühle, Schlötzenmühle.